# سينما سريالية

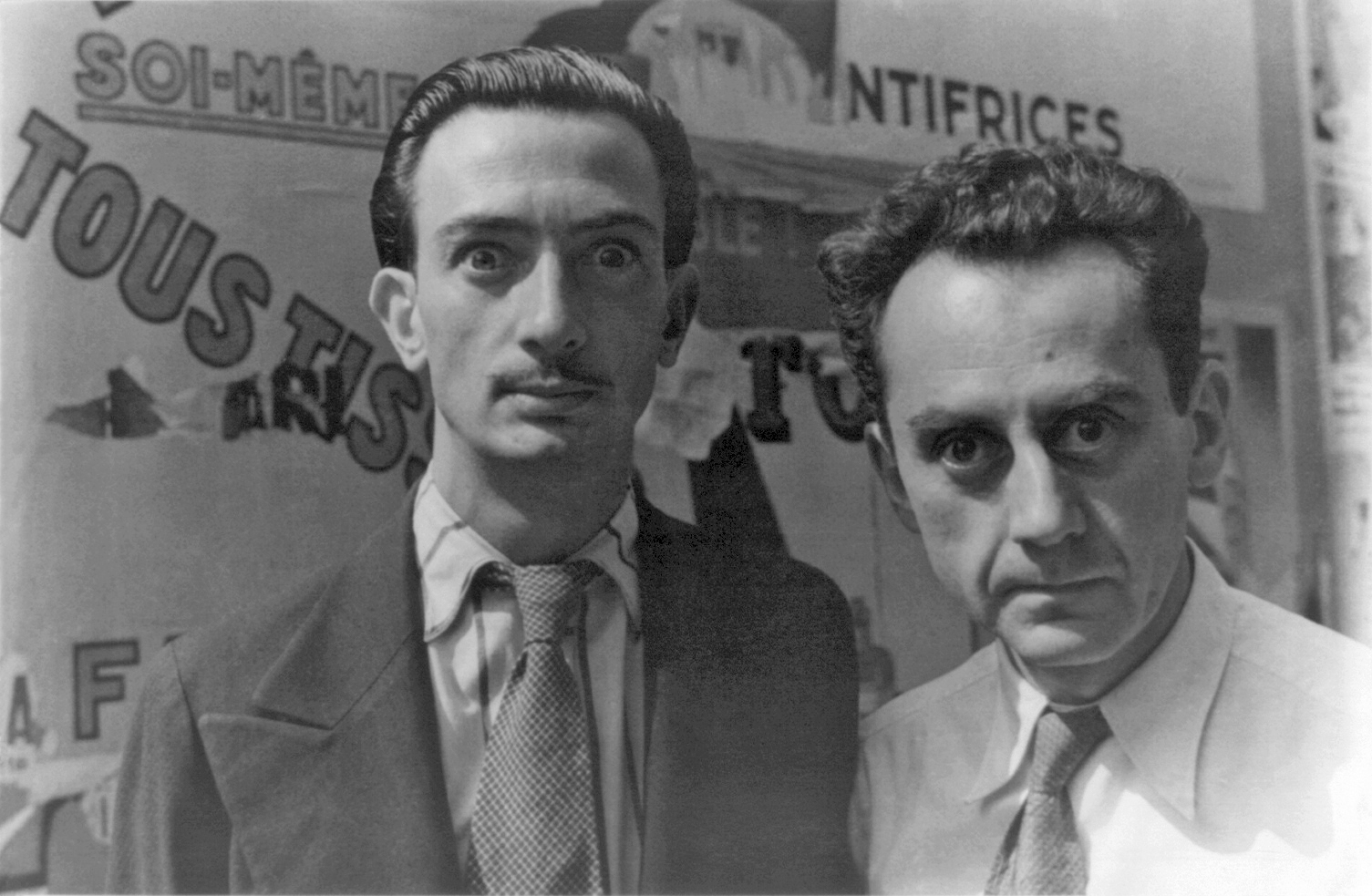
من اليمين: مان راي، سلفادور دالي

السينما السريالية هو توجّه أو أسلوب سينمائي بدأ ظهوره في العقد الثاني من القرن العشرين بالتزامن مع ظهور الحركات التجريبية والطليعية في السينما والأدب والرسم وفنون أخرى. الأفكار العامة في السريالية هي الجنوح إلى ما فوق الواقعية ومحاولة الوصولة الوصول إلى تداعيات اللاوعي، وذلك عبر صور صادمة وغريبة بدون وجود قصة أو سرد أو أبطال. وتظهر فيها الثورة على المعايير التقليدية للسينما (التي كانت بدورها غير ناضجة). ويعتبر فيلم كلب أندلسي للمخرج لويس بونويل والفنان سلفادور دالي أيقونة السينما السريالية ويصور سلسلة من أحلام متداخلة لبونويل ودالي، وقد واجه الفيلم ردود فعل تضمنت سباب وصراخ عند عرضه الأول في باريس.

## المصطلح
يعتبر البعض أن مصطلح الأفلام السريالية هو مقصور فقط على الأفلام التي بدأت بعد إعلان أندريه بريتون بيان السريالية الأول في 1924 وحتى مطلع الثلاثينيات. في حين أن البعض يستخدم المصطلح بترجمة مباشرة لكلمة «سريالية» أي «فوق الواقع» لوصف الأفلام الفانتازية أو التي تحتوي على صورة وتكوينات غريبة مضمونًا وشكلاً بطريقة محاكية للأحلام والسايكدليكية.

## أهم الأفلام
- كلب أندلسي (1929). (Un Chien Andalou).
- عصر الذهب (1930). (L'Âge d'Or)
- نجم البحر (1928) (بالفرنسية: L'Étoile de mer).